# Miglė Lendel
Miglė Lendel née Marozaitė le 10 mars 1996 à Panevėžys, est une coureuse cycliste lituanienne. Spécialisée sur piste, elle est médaillée de bronze du championnat d'Europe de poursuite par équipes en 2016 et plusieurs fois championne de Lituanie.

## Vie privée
Elle est mariée à Vasilijus Lendel, qui également cycliste sur piste. Le couple a eu un enfant le 16 avril 2022.

## Palmarès

### Jeux olympiques
- Tokyo 2020
  - 5e de la vitesse par équipes
  - 27e du keirin
  - 21e de la vitesse individuelle

### Championnats du monde
- Londres 2016
  - 14e du 500 mètres
  - 32e de la vitesse
- Hong Kong 2017
  - 17e du 500 mètres
  - 18e de la vitesse
  - 25e du keirin
- Apeldoorn 2018
  - 17e de la vitesse
  - 21e du keirin
- Pruszków 2019
  - 7e de la vitesse par équipes[2]
  - 21e de la vitesse individuelle (éliminée en seizième de finale)[3]

### Coupe du monde
- 2019-2020
  - 3e de la vitesse par équipes à Milton

### Championnats d'Europe
Elites
- Saint-Quentin-en-Yvelines 2016
  -  Médaillée de bronze de la poursuite par équipes

Espoirs
- Montichiari 2016
  -  Médaillée de bronze du keirin espoirs
- Aigle 2018
  -  Médaillée d'argent de la vitesse espoirs
  -  Médaillée d'argent du 500 mètres espoirs

### Jeux européens
| Édition / Épreuve | Vitesse par équipes |
| Minsk 2019        | Argent              |

### Championnats nationaux
- Championne de Lituanie de keirin en 2017, 2018 et 2022
- Championne de Lituanie de vitesse par équipes en 2017, 2018, 2019 et 2022
- Championne de Lituanie de vitesse en 2022

## Distinctions
- Équipe féminine de l'année en Lituanie en 2019 (avec Simona Krupeckaitė)